# Pseudoryctes dispar
Pseudoryctes dispar är en skalbaggsart som beskrevs av Sharp 1875. Pseudoryctes dispar ingår i släktet Pseudoryctes och familjen Dynastidae. Inga underarter finns listade i Catalogue of Life.